# Мила (Германия)
Мила (нем. Mihla) — коммуна (нем. Gemeinde) в Германии, в земле Тюрингия. 
Входит в состав района Вартбург. Подчиняется управлению Мила.  Население составляет 2262 человека (на 31 декабря 2010 года). Занимает площадь 31,58 км².
Община подразделяется на 2 сельских округа.